# Oberbühne

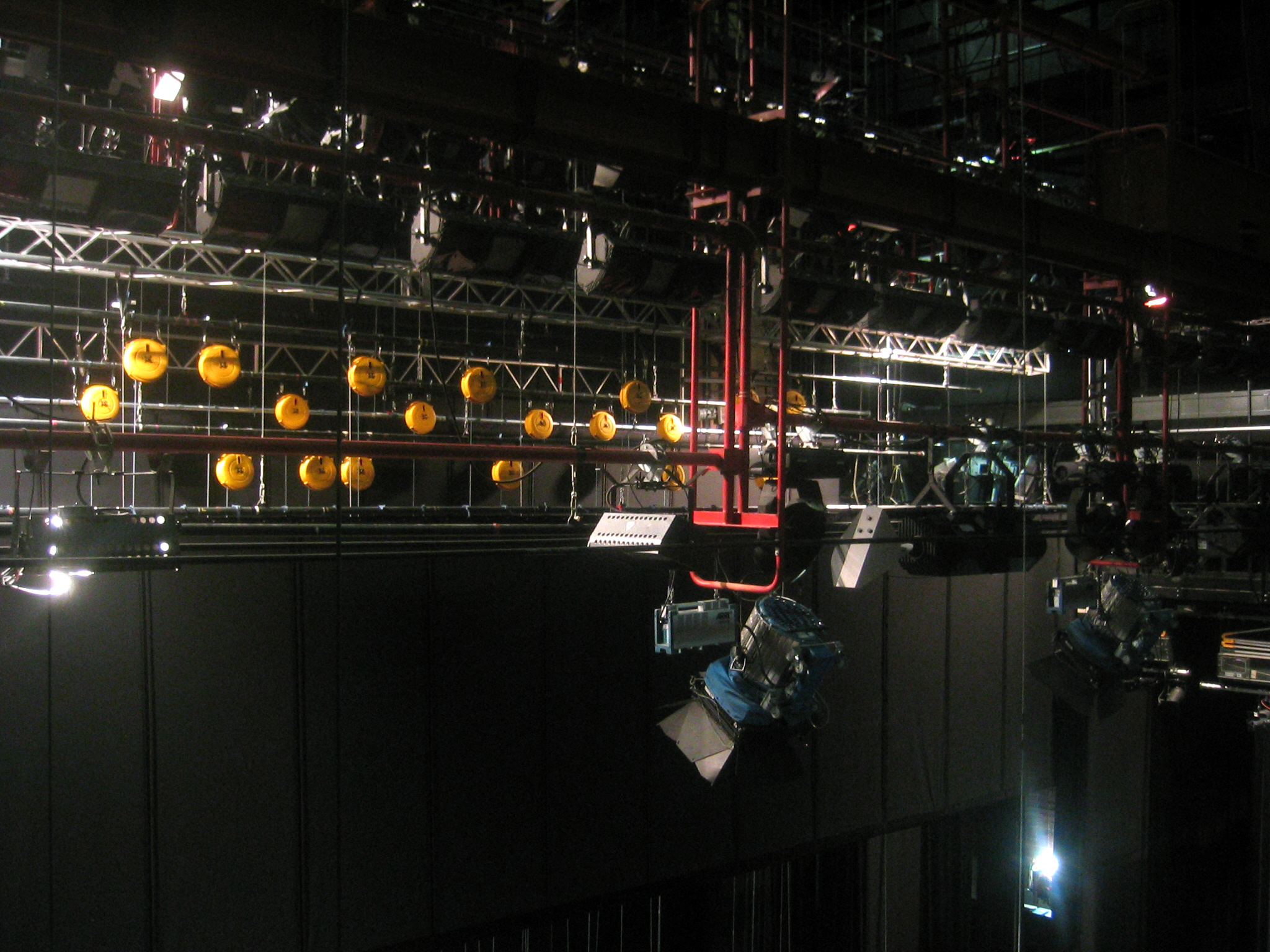
Oberbühne im Nationaltheater Mannheim

Die Oberbühne ist der Teil der Bühne in Veranstaltungsstätten mit Bühnenhaus, der sich über dem vom Zuschauerraum aus sichtbaren Bühnenraum befindet. Im weiteren Sinn wird jede Einrichtung über der Spielfläche zur Oberbühne gerechnet.
Zur Oberbühne gehören das Portal (die mancherorts verstellbare Bühnenöffnung mit zwei seitlichen Türmen) und die Beleuchterbrücken (Laufstege über der Bühne zum Anbringen und Richten von Scheinwerfern). Die Bühnenmaschinerie in der Oberbühne wird Obermaschinerie genannt. Dazu gehören zahlreiche Zugeinrichtungen für Vorhänge, Bühnenprospekte und weitere Teile des Bühnenbilds. Auch Flugmaschinen (Flugwerke) werden von dort aus bedient. In der Oberbühne gibt es eine für die Bühnentechniker begehbare Zwischendecke, die Schnürboden genannt wird.
Analog bezeichnet man alles, was sich unter dem Bühnenboden befindet, als Unterbühne.